# Caught in the Draft
Caught in the Draft (bra Sorte de Cabo de Esquadra) é um filme estadunidense de 1941, do gênero comédia, dirigido por David Butler e estrelado por Bob Hope e Dorothy Lamour.
A Paramount Pictures ainda não tinha certeza de que Hope poderia conduzir um filme, por isso escalou a dupla Eddie Bracken e Lynne Overman (uma espécie de Abbott & Costello da época) para ajudá-lo—mas isso revelou-se desnecessário.

## Sinopse
Don Bolton é um ator de Hollywood que não suporta o barulho de tiros. Assim, para não ter de alistar-se para a guerra, ele decide casar-se com Antoinette ("Tony"), o que lhe garantiria a dispensa. Mas Tony descobre a manobra e Don traça um plano que resultaria em seu falso alistamento. Porém, tudo sai errado e num piscar de olhos ele se vê em um campo de treinamento. O pai de Tony, que não é outro senão o coronel Peter Fairbanks, diz a Don que concorda com o casamento, desde que ele consiga tornar-se soldado. Don, então, com a ajuda dos amigos Bert Sparks e Steve Riggs, decide provar seu valor e superar o medo de armas de fogo.

## Elenco
| Ator/Atriz     | Personagem                  |
| -------------- | --------------------------- |
| Bob Hope       | Don Bolton                  |
| Dorothy Lamour | Antoinette 'Tony' Fairbanks |
| Lynne Overman  | Steve Riggs                 |
| Eddie Bracken  | Bert Sparks                 |
| Clarence Kolb  | Coronel Fairbanks           |
| Paul Hurst     | Sargento Burns              |
| Ferike Boros   | Yetta                       |
| Phyllis Ruth   | Margie                      |
| Irving Bacon   | Cogswell                    |